# Kadiguira (quartier)
Kadiguira est l'un des quartiers de la sous-préfecture de Boké, situé dans la préfecture de Boké en république de Guinée.

## Géographie

### Démographie
- En 2014, le quartier comptait 4 218 habitants selon les RGPH 2014[1].